# Stora Fjäderägg
Stora Fjäderägg ist eine schwedische Insel im Nordwesten der Schären-Inselgruppe Holmöarna in der Weltnaturerbe-Region Kvarken der Meerenge des Bottnischen Meerbusens.
Die Insel ist in West-Ost-Richtung 1,8 km lang und bis 1,3 km breit. Benachbart sind im Westen die kleinere Schwesterinsel Lilla Fjäderägg und die Hauptinsel des Archipels Holmö. Umeå liegt gut 20 km Luftlinie westlich.
1850 wurde ein vier Meter hoher Leuchtturm errichtet, dessen Befeuerung zunächst mit Öl aus Rübsamen oder Rapsöl erfolgte. 1913 erfolgte eine Erhöhung auf 13 Meter und es wurde eine Kapelle gebaut. Obwohl die Gewässer des Bottnischen Meerbusens wegen der postglazialen Landhebung nicht einfacher navigierbar werden, wurde die Leuchtturmbefeuerung im Sommer 2008 abgeschaltet; die Schifffahrt ist wegen fehlender winterlicher Eisfreiheit von geringer Bedeutung.
Im Haus des Leuchtturmwärters befindet sich ein Vandrarhem der STF. Eine Vogelbeobachtungsstation ermöglicht die Sichtung von Zugvögeln wie Zeisigen, Fitis und Blaukehlchen. 